# 堺市立図書館
堺市立図書館（さかいしりつとしょかん）は、堺市にある公共図書館。

## 概要
堺区の大仙公園内に中央図書館、ほかの行政区に1館ずつ地域図書館が設置されている。堺区には中央図書館の分館、中区・東区・南区には地域図書館の分館が、それぞれ区内に設置されている。
図書資料を借りるのに必要な「貸出カード」は、堺市・大阪市・高石市・泉大津市・和泉市・忠岡町・大阪狭山市に在住か、堺市内に通勤・通学している人に交付可能で、全館共通となっている。

## 沿革
- 1916年
  - 6月15日 - 堺市立図書館開館式が挙行される[2]。所在地は大町東1丁24番地、宿院小公園内[2]。初代館長には大阪府立図書館長の今井貫一が嘱託として迎えられる[2]。
  - 6月16日 - 一般に開館が始まり、9時少し前に一人目の閲覧者を迎えた[2]。
- 1934年9月21日 - 室戸台風により館舎が大破。
- 1936年11月 - 宿院町東3丁に移転し新装開館。
- 1945年7月10日 - 堺大空襲により、書庫を除いて全館焼失。
- 1949年7月 - 戦災から復旧、堺市立図書館が復興開館。
- 1962年4月- 南河内郡登美丘町合併編入により、登美丘町立図書館を堺市立図書館登美丘分館として引き継ぐ（堺市立登美丘西小学校内）。
- 1967年
  - 4月- 堺市立図書館登美丘分館を登美丘出張所2階に移転。
  - 8月 - 自動車文庫（ひまわり号）開設。
- 1971年7月 - 堺市立図書館（現・堺市立中央図書館）を大仙公園内に移転し新装開館。
- 1974年
  - 5月8日 - 堺市立図書館津久野分室を開室。
  - 10月26日 - 堺市立解放会館図書室（現・堺市立人権ふれあいセンター図書ホール）を開室。
- 1975年4月2日 - 若松台近隣センター内の集会室を暫定的に利用した泉ヶ丘図書室が開室（毎週水・土曜のみ）。
- 1981年
  - 7月1日 - 堺市立図書館を堺市立中央図書館に改称（登美丘分館、津久野分室も同様）。
  - 7月15日 - 堺市立新金岡図書館が開館。
- 1982年5月1日 - 堺市立青少年センター図書室が開室。
- 1983年
  - 3月31日 - 泉ヶ丘図書室が閉室。
  - 7月1日 - 堺市立泉ヶ丘図書館（現・堺市立南図書館）が開館。
- 1984年6月1日 - 堺市立泉ヶ丘図書館栂分館（現・堺市立南図書館栂分館）が開館。
- 1985年6月1日 - 堺市立泉ヶ丘図書館美木多分館（現・堺市立南図書館美木多分館）が開館。
- 1986年5月1日 - 堺市立中央図書館初芝分館（現・堺市立東図書館初芝分館）が開館
- 1989年4月1日 - 堺市立鳳図書館（現・堺市立西図書館）が開館。
- 1993年12月11日 - 堺市立中央図書館東百舌鳥分館（現・堺市立中図書館東百舌鳥分館）が開館。
- 1994年7月1日 - 堺市立教育文化センター中図書館（現・堺市立中図書館）が開館。
- 1997年5月1日 - 堺市立中央図書館登美丘分館を登美丘出張所1階（旧堺市役所登美丘出張所跡）に移転。
- 1999年4月1日 - 堺市立中央図書館堺市駅前分館が開館。
- 2000年
  - 3月31日 - 堺市立中央図書館津久野分室が閉室。
  - 4月4日 - 堺市立新金岡図書館が移転、堺市立北図書館として新装開館。
- 2005年
  - 2月1日 - 南河内郡美原町を編入。美原町立図書館を堺市立美原図書館として引き継ぐ。
  - 3月31日 - 堺市立中央図書館登美丘分館が閉館。
  - 4月1日 - 堺市立東図書館が開館。堺市立中央図書館初芝分館を堺市立東図書館初芝分館に、堺市立鳳図書館を堺市立西図書館に、堺市立泉ヶ丘図書館を堺市立南図書館にそれぞれ改称（栂分館、美木多分館も同様）。
- 2008年
  - 堺市立図書館「BL」本排除事件
- 2021年
  - 3月 - 中央図書館・各区域館・分館に、公衆無線LAN（Osaka Free Wi-Fi）を整備、提供開始。
  - 4月2日 - 図書館カウンター堺東開設。
- 2022年
  - 1月4日 - 鳳保健文化センター改修工事にともない、西図書館に「学びと交流の広場」開設。
  - 4月24日 - 図書館ホームページリニューアル[3]。

## 創設期の図書館長
堺市立図書館では、創立当初より昭和12年9月まで専任の館長を置いていない。初代の嘱託の今井貫一（大阪府立図書館長）以降、市の課長などの兼任だった。司書は置かず、事務主任として書記および、書記心得を置いた。

### 宿院での創設期の歴代館長
専任の館長となったのは昭和12年に就任した田島清館長が初である。同時に司書を置いている。
- 初代 今井貫一（大阪府立図書館長）[2]
- 2代 北村徹（市学務課長）[2]
- 3代 前田末喜（市学務課長）[2]
- 4代 北村徹（市収入役）[2]
- 5代 有方新治（市教育課長）[2]
- 6代 横山藤吾（市学務課長）[2]
- 7代 山根敦美（市学務課長）[2]
- 8代 長井慶堯（市学務課長）[2]
- 9代 今西四良（市助役）[2]
- 10代 横山藤吾（市学事課長）[2]

## 図書館一覧
- 堺市立中央図書館：堺区大仙中町18-1
  - 堺市駅前分館：堺区田出井町1-1-300
    - ベルマージュ堺壱番館3階にある。

- 堺市立中図書館：中区深井清水町1426
  - 堺市教育文化センター図書館棟2階にある。1994年7月1日開館。蔵書数は約12万9千冊。開館時間は火曜日から金曜日が10:00 - 20:00、土曜日・日曜日が10:00 - 18:00。南海泉北線深井駅から北へ1km。
  - 東百舌鳥分館：中区土塔町2363-23
    - 東百舌鳥公民館内にある。

- 堺市立東図書館：東区北野田1077
  - 前身は登美丘町立図書館、堺市立中央図書館登美丘分館。アミナス北野田4階にあり、蔵書は約11万7千冊で、歴史・地理関係の資料が多い。開館時間は火曜日から金曜日が10:00 - 20:00、土曜日・日曜日が10:00 - 18:00。南海高野線北野田駅から西50m。
  - 初芝分館：東区野尻町221-4
    - 初芝体育館内にある

- 堺市立西図書館：西区鳳南町4-444-1
  - 1989年4月1日開館。鳳保健文化センター4階にあり、蔵書は約14万3千冊。2005年4月1日に堺市立鳳図書館から堺市立西図書館に名称を変更した。開館時間は火曜日から金曜日が10:00 - 20:00、土曜日・日曜日が10:00 - 18:00。阪和線鳳駅から南東600m。南海バス長承寺下車南150m。

- 堺市立南図書館：南区茶山台1-7-1
  - 蔵書数は約22万7千冊。1983年7月1日開館。2005年4月1日には堺市が政令指定都市となり、堺市立泉ヶ丘図書館から堺市立南図書館に改称した。開館時間は火曜日から金曜日が10:00 - 20:00、土曜日・日曜日が10:00 - 18:00。南海泉北線泉ヶ丘駅下車すぐ。
  - 栂分館：南区桃山台2-1-2
    - 栂文化会館内にある。

  - 美木多分館：南区鴨谷台2-4-1
    - 鴨谷体育館内にある

- 堺市立北図書館：北区新金岡町5-1-4
  - 1981年7月15日開館。前身は堺市立新金岡図書館。北区役所2階にあり、蔵書は約15万2千冊で7万2千冊収容可能の書庫を備える。開館時間は火曜日から金曜日が10:00 - 20:00、土曜日・日曜日が10:00 - 18:00。Osaka Metro御堂筋線新金岡駅2号出口から東200m。

- 堺市立美原図書館：美原区黒山167-14
  - 前身は美原町立図書館。蔵書は約20万7千冊。開館時間は火曜日 - 金曜日が10:00 - 20:00、土曜日・日曜日が10:00 - 18:00。南海高野線初芝駅・Osaka Metro御堂筋線新金岡駅から南海バス。または近鉄南大阪線河内松原駅から近鉄バス。

- 堺市立人権ふれあいセンター舳松人権歴史館　人権資料・図書室：堺区協和町2-61-1

- 堺市立青少年センター図書室：堺区柳之町西1-3-19

- 図書館カウンター堺東：堺区三国ヶ丘御幸通154
  - 2021年4月2日開館。南海高野線堺東駅に直結したジョルノ2階にあり、予約資料の受け取りと資料の返却ができる。開館時間は8:00 - 21:00。毎月第1・第3木曜日が休館日[4]。

- 移動図書館

- 堺市立南図書館
- 堺市立北図書館
- 堺市立東図書館